# 작센코부르크고타가
작센코부르크고타 왕가(Herzogtum Sachsen-Coburg und Gotha)는 베틴 왕가의 분가로, 본령인 작센코부르크고타 공국을 비롯해서, 포르투갈과 불가리아, 영국에서 왕을 배출하였으며, 현재 벨기에의 왕가이다.

## 작센코부르크고타 본가
작센코부르크고타가의 설립자 에른스트 1세 폰 작센코부르크고타 공작의 후손으로 에른스트 1세의 사후 에른스트 2세가 공작이였지만 자녀가 없어서 에른스트 1세의 차남이자 에른스트 2세의 동생 작센코부르크고타의 앨버트의 차남인 알프레트 폰 작센코부르크고타 공작이 물려받았지만 알프레트의 장남 알프레트가 자녀 없이 사망하면서 앨버트의 사남이자 알프레트의 조카인 카를 에두아르트 폰 작센코부르크고타 공작이 물려받았고, 현재까지 이어진다.

### 역대 공작
- 에른스트 2세 폰 작센코부르크고타 공작 (1826년~1844년)
- 에른스트 2세 폰 작센코부르크고타 공작 (1844년~1893년)
- 알프레트 폰 작센코부르크고타 공작 (1893년~1900년)
- 카를 에두아르트 폰 작센코부르크고타 공작 (1900년~1918년)

## 영국 색스코버그고타 왕가
작센코부르크고타가의 설립자 에른스트 1세 폰 작센코부르크고타 공작의 후손으로 에른스트 1세의 차남 작센코부르크고타의 앨버트와 혼인한 빅토리아 여왕의 자손들이 작센코부르크고타라는 성을 사용하였으며 에드워드 7세와 조지 5세는 작센코부르크고타 왕가 일원이었다. 그러나 제1차 세계 대전을 거치며 민중에게 반독일 감정이 형성되어 영국 작센코부르크고타 왕가는 영국식 이름인 윈저 왕가로 이름을 바꾸었고, 2022년 엘리자베스 2세까지 이어졌다.

### 역대 군주
- 에드워드 7세 (1901년~1910년)
- 조지 5세 (1910년~1936년):1917년 왕조명을 윈저 왕조로 개명.

## 작센코부르크고타코하리가
에른스트 1세 폰 작센코부르크고타 공작의 첫째 남동생 페르디난트 폰 작센코부르크고타 공작의 후손으로 페르디난트 공자가 헝가리계 귀족 가문인 코하리 가문의 상속녀와 결혼하면서 설립되었다. 현재 페르디난트의 장남 페르난두 2세의 후손인 브라간사사셰코부르구고타 왕가는 단절, 삼남 레오폴트는 귀천상혼을 했고 이후 단절, 차남 아우구스트의 3남 2녀 중 장남 필리프의 가계는 필리프의 장남이 자녀 없이 사망하면서 단절되었고, 차남 루트비히 아우구스트의 가계로 이어졌다가 계승권을 가진 유일한 후계자 요하네스가 자녀 없이 사망하면서 2010년에 단절되었다. 루트비히 아우구스트의 남계후손은 있으나 귀천상혼으로 계승권이 박탈되었다. 현재 계승권을 갖고 있는 작센코부르크고타코하리가의 남계후손은 불가리아 차르가인 삭스코부르고츠키가가 유일하며, 2010년 작센코부르크고타코하리가 본가가 단절되자 삭스코부르고츠키가의 수장이자 불가리아의 마지막 차르였던 시메온 삭스코부르고츠키가 작센코부르크고타코하리가의 수장이 되었고, 2015년 누나인 불가리아 공주 마리야 루이자에게 넘기면서 가문명만 유지할 뿐 작센코부르크고타가의 분가로서는 완전히 단절되었다.

### 포르투갈 브라간사사셰코부르구고타 왕가
1837년 페르난두 2세를 시작으로 마누엘 2세까지 통치가 이루어졌으나 1910년 10월 5일 혁명으로 퇴위되면서 포르투갈 왕국과 브라간사-사셰-코부르구-고다 왕가 역시 추방당했으며, 마누엘 2세가 후손을 남기지 못하면서 단절되었다. 

#### 역대 군주
- 페르난두 2세 (1837년~1853년)
- 페드루 5세 (1853년~1861년)
- 루이스 1세 (1861년~1889년)
- 카를루스 1세 (1889년~1908년)
- 마누엘 2세 (1908년~1910년)

### 불가리아의 삭스코부르크고츠키 왕가
불가리아의 독일계 왕가로서 불가리아의 차르를 배출해왔다. 마지막 차르인 시메온 2세는 소련의 압력으로 강제 퇴위되었으나 훗날 불가리아가 독립했을 때 고국으로 돌아와 총리가 되었다. 현존하는 작센코부르크고타코하리가의 유일한 남계후손이다.

#### 역대 군주
- 페르디난드 1세 (1887년~1918년)
- 보리스 3세 (1918년~1943년)
- 시메온 2세 (1943년~1946년)

## 벨기에 작센코부르크고타 왕가
1831년 벨기에의 독립 이후부터 현재까지 왕가이며 레오폴 1세를 시작으로 현 벨기에 국왕인 알베르 2세는 작센코부르크고타 왕가 출신이다.

### 역대 군주
- 레오폴 1세 (1830년~1865년):레오폴 1세는 빅토리아 여왕의 외삼촌으로 훗날 빅토리아 여왕과 혼인하게 되는 작센코부르크고타의 앨버트와 빅토리아의 만남을 주선함으로써 영국에 작센코부르크고타 왕가가 성립하는데 큰 영향을 미친다.
- 레오폴 2세 (1865년~1909년)
- 알베르 1세 (1909년~1934년):1920년 왕조명을 벨기에 왕조로 개명.
- 레오폴 3세 (1934년~1951년)
- 보두앵 (1951년~1993년)
- 알베르 2세 (1993년~2013년)
- 필리프 (2013년~현재)